# Vermivora
Vermivora – rodzaj ptaków z rodziny lasówek (Parulidae).

## Występowanie
Rodzaj obejmuje gatunki występujące w USA i Kanadzie, zimujące w Meksyku, Ameryce Środkowej oraz w północnej części Ameryki Południowej.

## Morfologia
Długość ciała 12 cm, masa ciała 7,2–11,8 g.

## Systematyka

### Etymologia
Vermivora: łac. vermis – „robak”; -vorus – „-jedzący”, od vorare – „pożreć”.

### Podział systematyczny
Do rodzaju należą następujące gatunki:
- Vermivora bachmanii (Audubon, 1833) – lasówka żółta
- Vermivora chrysoptera (Linnaeus, 1766) – lasówka złotoskrzydła
- Vermivora cyanoptera Olson & Reveal, 2009 – lasówka niebieskoskrzydła